# Renate Bjerland
Renate Bjerland (* 11. Juni 1999) ist eine norwegische Volleyballspielerin.

## Karriere
Bjerland begann ihre Karriere beim Kristiansand Sandvolleyballklubb. Sie kam auch in der norwegischen Juniorinnen-Nationalmannschaft zum Einsatz. Parallel spielte sie Beachvolleyball. Dabei nahm sie an den U20-Europameisterschaften 2016 in Antalya (mit Kirstine Larsdatter Garder) und 2018 in Anapa (mit Karen Elise Lund Saga) teil. Mittlerweile gehört die Diagonalangreiferin in der Halle zur A-Nationalmannschaft. Sie spielte 2017/18 bei Oslo Volley und erreichte mit dem Verein das nationale Pokalfinale. Im folgenden Jahr war sie bei Førde VBK aktiv und wurde norwegische Pokalsiegerin. 2019 wechselte Bjerland zum deutschen Bundesligisten 1. VC Wiesbaden.